# Hîncești
Hîncești (ältere Schreibung Hâncești, russisch Хынче́шты, ukrainisch Хинчешти – von 1965 bis 1990 Kotowsk) ist eine Stadt und administratives Zentrum des Rajons Hîncești in der Republik Moldau knapp 40 Kilometer südwestlich der Hauptstadt Chișinău.

## Geschichte
Die am Ufer des Flusses Kohylnyk gelegene Stadt wurde am 17. August 1522 zum ersten Mal als Gasthaus Dobreni an der bessarabischen Handelsroute zwischen Europa und Asien schriftlich erwähnt.
Nach dem Russisch-Türkischen Krieg (1806–1812) wird das Gut von dem armenischen, in Bukarest lebenden Kaufmann und Diplomaten Emanuel Mârzayan (Manuc Bey) erworben.
Unter dem Namen Hantscheschti gab es hier 1940 eine Siedlung deutschstämmiger Einwohner, bevor die Ortschaft zu Ehren des sowjetischen Oberbefehlshabers Grigorij Kotowski 1944 den Namen Kotowskoe erhielt, der 1965, bei Erhalt der Stadtrechte, in Kotowsk geändert wurde.
Seit 1990, kurz vor der Unabhängigkeit der Republik Moldau, ist der jetzige rumänische Name Hîncești gebräuchlich. Seit der Gründung des gleichnamigen Rajons 2003 ist die Stadt dessen administratives Zentrum.

## Wirtschaft und Kultur

### Sehenswürdigkeiten

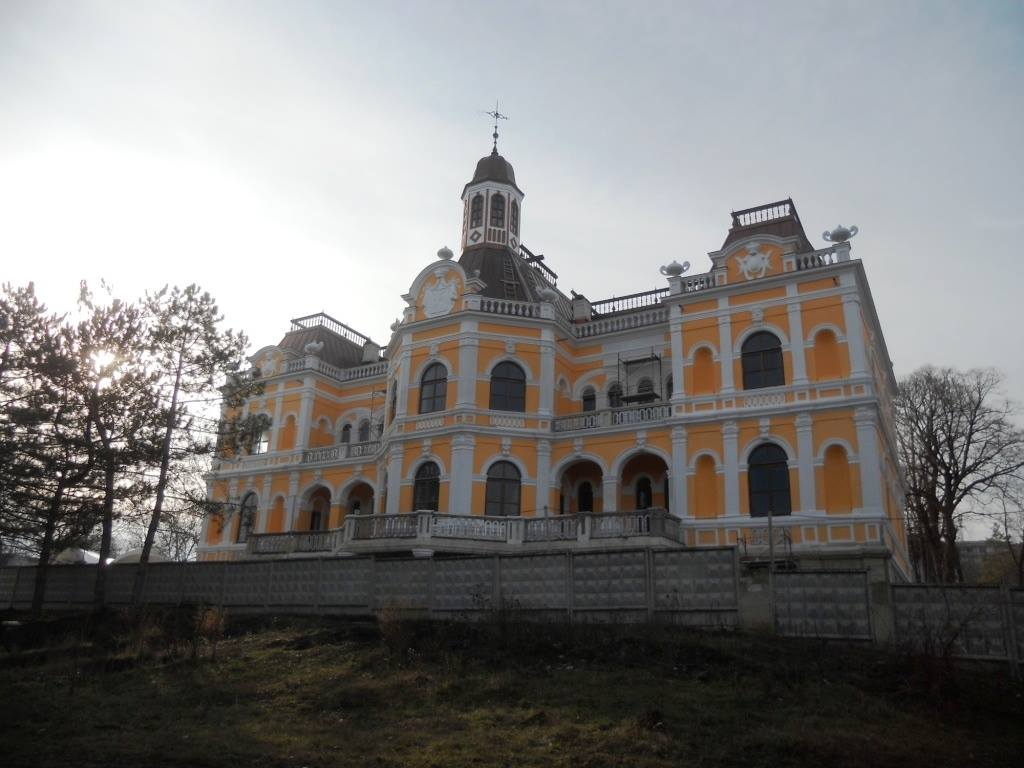
Manuc Bey Palast

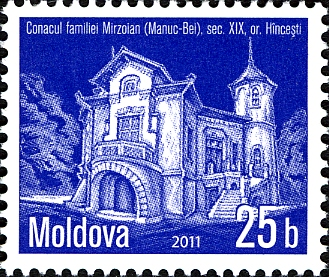
Jagdschloss der Gräfin Çadır

Attraktion im Ort ist der ab 1817, dem Todesjahr von Manuc Bey begonnene und von dessen Sohn Murat und Enkel Gregory fertiggestellte Komplex um den Manuc Bey Palast, der in den Jahren von 2013 bis 2015 saniert und restauriert wurde. Teile davon sind heute ein historisch-ethnografisches Museum.

### Städtepartnerschaften
Seit 2017 besteht eine Gemeindepartnerschaft mit  Tomaszów Mazowiecki in der Woiwodschaft Łódź in  Polen 

### Sport
Der Fußballverein Petrocub Hîncești hat 2018 und 2019 jeweils an der 1. Qualifikationsrunde der UEFA Europa League teilgenommen.

## Persönlichkeiten
- Leonid Abramowitsch Anulow (1897–1974), sowjetischer Agent
- Manuc Mârzaian Bey (1769–1817), Kaufmann
- Ion Bucsa (* 1968), Biathlet
- Grigori Iwanowitsch Kotowski (1881–1925), sowjetischer Oberbefehlshaber
- Natalia Morari (* 1984), moldauische Journalistin